# فرید فرجاد
فرید فرجاد (زادهٔ ۱۳۱۶ در تهران) موسیقی‌دان و نوازنده ویولن اهل ایران است. وی در هنرستان عالی موسیقی به تحصیل پرداخت و در سال ۱۳۴۵ موفق به اخذ مدرک کارشناسی در رشته موسیقی کلاسیک از این هنرستان شد. فرجاد با اجرای کنسرتو ویولن اثر ماکس بروخ همراه با ارکستر سمفونیک تهران به رهبری حشمت سنجری نام خود را به عنوان سولیست ویولن به ثبت رساند. فرجاد در زمان سلطنت پهلوی به دنیا آمد، اما در جریان انقلاب اسلامی در سال ۱۳۵۷ به همراه خانواده از ایران مهاجرت کرد و در ایالت کالیفرنیای آمریکا ساکن شد.

## زندگی
فرید فرجاد (زادهٔ ۱۳۱۶ در تهران) در خانواده‌ای فرهنگی و اهل هنر به دنیا آمد. مادر او که خود در آن ایام ویولن می‌نواخت از اولین مشوقان او بود. فرید فرجاد از ۹ سالگی به یادگیری فنون علمی موسیقی و ساز تخصصی خود ویولن پرداخت و در سال ۱۳۴۵ مدرک لیسانس خود را از هنرستان عالی موسیقی دریافت کرد. فرجاد با اجرای کنسرتو ویولن ساخته ماکس بروخ به همراه ارکستر سمفونیک تهران به رهبری حشمت سنجری نام خود را به عنوان سولیست ویولن به ثبت رساند. پس از لیسانس با دریافت بورس‌های تحصیلی، برای شرکت در کلاس اساتیدی چون موریس راسکین و ژرژ کالوه به کشورهای فرانسه و ایتالیا سفر کرد. وی سپس در سال ۱۹۷۸ میلادی به آمریکا مهاجرت کرد و مدتی نیز در ارکسترهای آمریکایی از جمله ریچموند سمفونی، آناپولیس سمفونی و ساوانا سمفونی فعالیت کرد.

## فعالیت‌ها
فرید فرجاد آثار خود را در پنج آلبوم با نام «آن روزها» منتشر کرده است که در آنها عبدی یمینی و میترا توکلی (همسرش) با پیانو او را همراهی می‌کنند. از جمله کارهای فرید فرجاد، تنظیم و دوباره‌نوازی آثارِ معروف موسیقی کلاسیک ایرانی مانند قطعهٔ مشهور غوغای ستارگان اثر همایون خرم است که در ترکیه به اسم «کافه آناتولی (استانبول)» منتشر شده‌است. وی همچنین آلبوم «ارکستر گل‌ها» را در کارنامهٔ خود دارد. یکی دیگر از ضبط‌های مهم فرجاد قطعۀ «فانتزی برای ویلن و ارکستر»، ساختۀ مرتضی حنانه است..